# 숭덕제
숭덕제(崇德帝, 1592년 11월 28일(음력 10월 25일) ~ 1643년 9월 21일(음력 8월 9일))는 후금의 제2대 칸이자, 청나라의 황제이다.
휘는 아이신 교로 홍 타이지(만주어: ᠠᡳᠰᡳᠨ
ᡤᡳᠣᡵᠣ
ᡥᠣᠩ
ᡨᠠᡳᠵᡳ Aisin Gioro Hong Taiji). 묘호는 태종(太宗, 만주어: ᡨᠠᡳ‍ᡯᡠᠩ Taidzung)이다. 후금 연호는 천총(天聰, 만주어: ᠠᠪᡴᠠᡳ
ᠰᡠᠷᡝ Abkai Sure, 몽골어: ᠲᠩᠷᠢ ᠶᠢᠨ
ᠰᠡᠴᠡ Tengri-yin Seče)이고, 청 제국 연호는 숭덕(崇德, 만주어: ᠸᡝᠰᠢᡥᡠᠨ
ᠡᠷᡩᡝᠮᡠᠩᡬᡝ Wesihun Erdemungge, 몽골어: ᠳᠡᠭᠡᠳᠦ
ᠡᠷᠳᠡᠮᠳᠡᠢ Degedü Erdemtü)이다.  시호는 응천흥국홍덕창무관온인성예효경민소정융도현공문황제(應天興國弘德彰武寬溫仁聖睿孝敬敏昭定隆道顯功文皇帝), 줄여서 태종 문황제(太宗文皇帝, 만주어: ᡨᠠᡳᡯᡠᠩ
ᡤᡝᠩᡤᡳᠶᡝᠨ
ᡧᡠ
ᡥᡡᠸᠠᠩᡩᡳ Taidzung Genggiyen Šu Hūwangdi), 만주어: ᡨᠠᡳᡯᡠᠩ
ᡥᠠᠨ
ᠮᠠᡶᠠ Taidzung Han Mafa)이 있다. 생전 존호는 매우 관대하고 조화로우며 신성한 군주(弘德彰武皇帝, 만주어: ᡤᠣᠰᡳᠨ
ᠣᠨ᠋ᠴᠣ
ᡥᡡᠸᠠᠯᡳᠶᠠᠰᡠᠨ
ᡝᠨᡩᡠᡵᡳᠩᡤᡝ
ᡥᠠᠨ Gosin Onco Hūwaliyasun Enduringge Han, 몽골어: ᠠᠭᠤᠳ‍ᠠ
ᠥᠷᠦᠰᠢᠶᠡᠩᠴ‍ᠢ
ᠨ‍ᠠᠶ᠋‍ᠢᠷ‍ᠠᠮᠳ‍ᠠᠭᠤ
ᠪᠣᠭᠳᠠ
ᠬᠠᠭᠠᠨ Aγuda Örüsiyegči Nayiramdaγu Boγda Qa'an)이다.

## 이름
한국 학계의 일반적인 관행은 "홍타이지"지만 원래는 "홍 타이지"라고 표기해야 한다.
홍 타이지의 이름은 한문 사료에서 여러 표기로 등장하는데 황태극(皇太極), 홍대시(紅歹是), 홍대시(洪大時), 홍태극(洪太極), 홍태주(洪太主), 홍태시(洪佗始), 홍태시(洪台時), 홍타실(洪他失) 등이 있다.
사실 그의 진짜 정확한 이름은 알려져 있지 않으며, 알려져 있지 않은 이유 역시 알려져 있지 않다. 현대학자들은 홍 타이지가 본명이 아니라 칭호라고 많이 여기는데, 몽골 귀족의 칭호인 콩타이지(渾台吉, 몽골어: ᠬᠤᠩ
ᠲᠠᠶᠢᠵᠢ Qong Tayiji)에서 유래하였다고 보기도 한다. 러시아의 한 학자인 G.V. 고르스키는 홍 타이지의 본명을 아바하이(Abakhai)라 주장하여 한때 서구 학계에서 널리 알려졌지만 당시 한문과 만주 문자로 서술된 문헌에 등장하지 않아 오류로 여겨진다. 명대 진인석(陳仁錫)의 문집 『무몽원초집(無夢園初集)』 중 「산해기문(山海紀聞)」에는 홍 타이지를 갈간(중국어 정체자: 喝竿, 병음: Hēgān)이라 하였고, 조선의 『인조실록(仁祖實錄)』에는 명 장수 서고신(徐孤臣)의 말을 인용하면서 홍 타이지를 "흑환발렬"(黑還勃烈)이라고 기록했다. 일본의 학자 미타무라 타이스케(三田村泰助)는 흑환(黑還)을 홍 타이지의 본명, 발렬(勃烈)을 만주어 버이러(beile)를 음차한 것으로 해석하여 홍 타이지의 실제 이름을 "허칸"(Hekan)이라고 주장한 바 있다.

## 생애

### 생애 초반
1592년 11월 28일, 홍 타이지는 누르하치의 측복진이었던 예허나라 몽고저저의 소생으로, 누르하치의 여덟 번째 아들로 태어났다. 누르하치의 차남 다이샨(만주어: ᡩᠠᡳᡧᠠᠨ Daišan), 누르하치의 아우인 슈르하치의 차남 아민(阿敏, (만주어: ᠠᠮᡳᠨ Amin), 누르하치의 5남 망굴타이(莽古爾泰, (만주어: ᠮᠠᠩᡤᡡᠯᡨᠠᡳ Manggūltai) 등과 함께 사대왕 중 한 사람으로 활동했다.

### 치세

#### 후금의 한

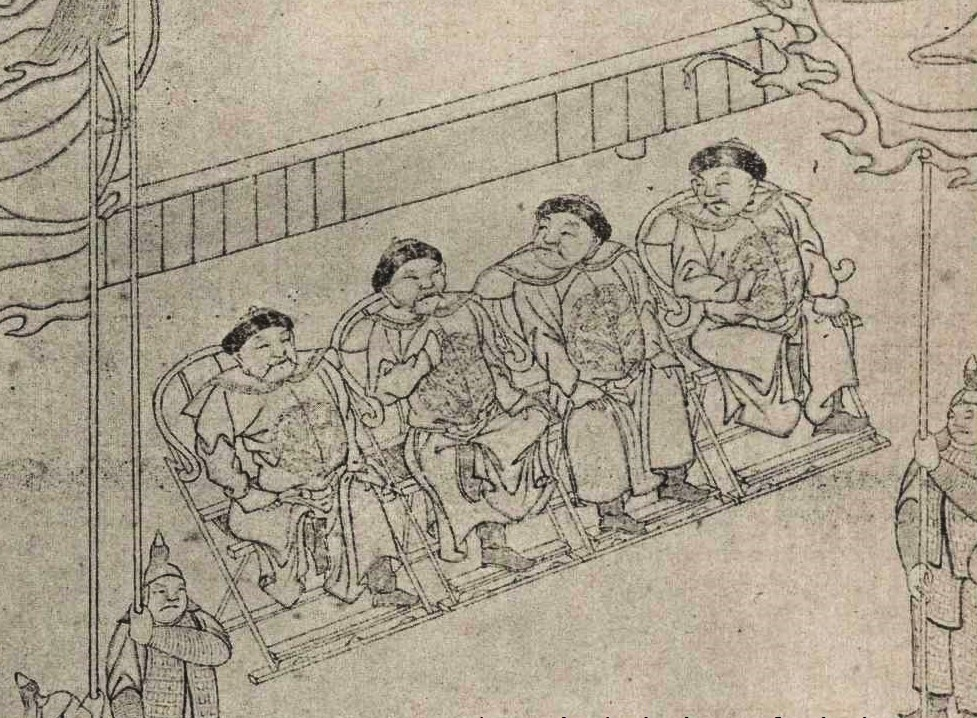
《만주실록(滿洲實錄,)》에 수록된 사르후 전투에서 패배한 조선군의 항복을 받고 있는 네 버이러를 묘사한 《강공립솔병귀향도(姜功立率兵歸降圖,)》

1622년 4월 13일, 누르가치는 자신의 일곱 아들과 친동생 슈르가치의 아들 아민을 부른 자리에서 자신의 후계자는 힘센 자나 강한 자는 안 되고, 팔기의 기주 여덟 명을 여덟 왕으로 삼게 하고, 여덟 왕이 논의하여 말을 잘 듣는 사람을 한으로 추대하고, 만약 한이 여덟 왕의 의견을 묵살하고 폭정을 일삼는다면 한을 교체하고, 만약 한이 교체 의견을 거부한다면 폐위할 것을 당부했다.
1626년 9월 30일에, 누르가치가 병사하자, 요토가 그 동생 사하랸과 함께 다이샨에게 홍 타이지를 받들어 한의 지위를 이어받게 할 것을 청하자, 다이샨이 여러 버이러에게 홍 타이지를 강력하게 지지할 것을 선언했다.
누르가치에 이어 새로운 한으로 즉위한 홍 타이지는 암바 버이러 다이샨, 아민 버이러, 망굴타이 버이러 세 버이러를 형으로 대우하며 한의 양측에 앉게 했고, 어느 곳이든지 항상 한과 나란히 앉게하고 아래에 앉도록 하지 않았다.
홍 타이지는 후금의 식량과 물자의 부족을 타개하기 위하여 조선 연해의 가도(椵島)에 근거지를 두고 배후를 위협 하던 명나라 장수 모문룡을 친다는 명분을 내세워 조선을 침공하였으니 이것이 정묘호란(丁卯胡亂, 1627)이다. 이때 홍 타이지는 조선과의 관계를 공식화하고 대명전쟁을 원활하게 진행하기 위한 목적에서 희생(犧牲)과 맹서(盟誓) 그리고 저주(詛呪)라는 형식을 수반하는 맹약을 강요하여 체결하였고, 이 맹약을 통해 후금은 병자호란 이전까지 조선의 대외관계를 상당히 제한했다. 홍 타이지는 정묘호란을 통해 하늘이 우리를 사랑하여 조선을 항복시켰다고 선언했다.
1629년 홍 타이지는 문서처리 기구인 서방(書房, 만주어: ᠪᡳᡨᡥᡝᡳ
ᠪᠣᠣ Bithei Boo)을 설립했고 이 기구에 많은 한족 관료를 기용했다. 1631년에는 전형적인 중국식 정치제도인 육부(六部, 만주어: ᠨᡳᠩᡤᡠᠨ
ᠵᡠᡵᡤᠠᠨ Ninggun Jurgan)을 설치함으로써 국가 기구를 완비했다. 홍 타이지에게 직속된 기구인 육부는 국가의 대소사를 논의함으로써, 기존의 팔기의 버이러들이 공동으로 수행하던 국가 통치의 영역을 잠식해 나갔다. 육부의 업무를 총관한 것은 6명의 버이러였지만, 그들 가운데 아바타이(만주어: ᠠᠪᠠᡨᠠᡳ Abatai)만이 홍 타이지의 형이고 나머지는 모두 홍 타이지의 아들과 조카였다.
그해 12월부터 홍 타이지는 직접 군대를 이끌고 처음으로 명나라를 침략했다. 청군은 요서를 지나치고 몽골 지역으로 우회하여 홍산구(洪山口)로 진격했다. 3개월 뒤 홍 타이지는 묵던에 있던 아민과 쇼토를 불러 영평(永平)과 천안(遷安) 등의 네 개의 성을 지키도록 하였으나, 명군의 반격에 아민을 비롯한 야전 지휘관들은 거주민들을 관대하게 다루라는 홍 타이지의 명령이 무색하게도, 천안과 영평의 주민들을 살육하고 회군해버렸다. 이 사건은 청의 대민관계에 악영향을 미쳤고, 명 변방의 백성들을 회유하려던 홍 타이지의 노력에 큰 흠집을 냈다. 이에 홍 타이지는 죄를 범한 이들을 공개적인 재판을 통해 처벌했다.
1630년 의정왕대신회의는 아민이 명령을 거역하고, 단 한 번의 교전도 없이 적과 대치하지 않고, 많은 병력을 잃은 죄를 비롯한 16개 죄목으로 그를 사형시킬 것을 규탄했고, 홍 타이지는 이를 감형하여 그를 유폐시켰다. 이로써 홍 타이지는 양람기를 보유한 아민을 숙청하는데 성공했고, 이듬해 9월 19일 대릉하성 전투의 선봉에 선 탓에 병력 손실을 본 망굴타이가 정람기로의 인원 보충 요구를 거부당하자 홍 타이지에게 칼을 뽑아들었고, 의정왕대신회의가 소집되었으며 홍 타이지는 망굴타이를 일반 버이러로 강등하고, 정람기의 권력을 삭감하는 조치를 취하였다.
1632년 1월 무렵 홍 타이지는 예부의 참정 이백용(李伯龍)의 건의를 받아들여 의정왕대신회의를 소집하고 다이샨과 홍 타이지가 나란히 않는 문제를 논의하도록 했고, 다이샨으로부터 이 자리에서 자신이 홍 타이지의 신하이며, 망굴타이와 함께 지존인 그를 보좌할 것이라는 발언을 받아냄으로써 자신에 대한 전폭적인 지지를 끌어냈다.
홍 타이지는 1631년 9월 초를 전후로, 외번 몽골군과 만주군을 현재의 요령성의 해안을 따라 견고하게 방어된 대릉하의 명군의 요새와 무역 도시 인근에 집결시켰다. 대릉하성의 병력이 보병 7천, 마병 7천이라는 정보를 입수한 홍 타이지는 2만 이상의 병력으로 성을 포위했고, 포르투칼에서 갓 들여온 대포로 대릉하성을 공격했고, 11월 21일 대릉하성은 식량이 고갈되어 많은 아사자를 내고 항복했다. 대릉하성 전투의 경제적 효과가 미미했지만, 점차 새롭게 흥기하던 신흥국으로서는 중요한 승리였다.
만주, 내칼카, 코르친 연합군이 릭단을 목표로 한 원정에 나섰다는 소식이 접하고 후후노르 지역으로 서천하여 종교적 권위를 이용하여 통합체제를 유지하려 한 릭단 칸은 1634년 감숙 지역에서 천연두로 사망했다. 이에 홍 타이지는 1635년 9월 13일 도르곤, 요토, 사하랸, 호오거 등으로 하여금 차하르를 정벌하여 릭단 칸의 아들 어르커 어저이 콩고르와 수타이 태후의 항복을 받아내고, 수타이 태후의 처소에 있던 쿠빌라이 카안 이래 몽골 제국 카안의 권위를 상징하는 '제고지보(制誥之寶)'라는 한자가 새겨져 있는 '대원전국(大元傳國)이라는 이름의 금으로 만든 도장을 획득했다.
1635년 12월 30일, 홍 타이지는 '주션'이라는 이름을 폐기하고 '만주'를 여진 종족들의 공식적이고 유일한 이름으로 선포했다.
원문
만주어: ᡨᡝᡵᡝ ᡳᠨᡝᠩᡤᡳ᠈ ᡥᠠᠨ ᡥᡝᠨᡩᡠᠮᡝ᠈ ᠮᡠᠰᡝᡳ ᡤᡠᡵᡠᠨ ᡳ ᡤᡝᠪᡠ ᡩᠠᠴᡳ ᠮᠠᠨᠵᡠ᠈ ᡥᠠᡩᠠ᠈ ᡠᠯᠠ᠈ ᠶᡝᡥᡝ᠈ ᡥᠣᡳᡶᠠ ᡴᠠᡳ᠈ ᡨᡝᡵᡝ ᠪᡝ ᡠᠯᡥᡳᡵᠠᡴᡡ ᠨᡳᠶᠠᠯᠮᠠ ᠵᡠᡧᡝᠨ ᠰᡝᠮᠪᡳ᠈ ᠵᡠᡧᡝᠨ ᠰᡝᡵᡝᠩᡤᡝ ᠰᡳᠪᡝᡳ ᠴᠣᠣ ᠮᡝᡵᡤᡝᠨ ᡳ ᡥᡡᠨᠴᡳᡥᡳᠨ ᡴᠠᡳ᠈ ᡨᡝᡵᡝ ᠮᡠᠰᡝ ᡩᡝ ᠠᡳ ᡩᠠᠯᠵᡳ᠈ ᡝᡵᡝᠴᡳ ᠵᡠᠯᡝᠰᡳ ᠶᠠᠶᠠ ᠨᡳᠶᠠᠯᠮᠠ ᠮᡠᠰᡝ ᡤᡠᡵᡠᠨ ᡳ ᡩᠠ ᠮᠠᠨᠵᡠ ᠰᡝᡵᡝ ᡤᡝᠪᡠ ᠪᡝ ᡥᡡᠯᠠ᠈ ᠵᡠᡧᡝᠨ ᠰᡝᠮᡝ ᡥᡡᠯᠠᡥᠠ ᡩᡝ ᠸᡝᡳᠯᡝ᠈
 tere inenggi. han hendume. musei gurun-i gebu daci manju. hada. ula. yehe. hoifa kai. tere-be ulhirakū niyalma jušen sembi. jušen serengge sibei coo mergen-i hūncihin kai. tere muse-de ai dalji. ereci julesi yaya niyalma muse gurun-i da manju sere gebu-be hūla. jušen seme hūlaha-de weile.
— 만문원당(滿文原檔)

해석
이 날에 한이 말하길, "우리의 나라의 이름은 본래 만주, 하다, 울라, 예허, 호이파이니라. 그것에 무지한 사람들이 주션이라 한다. 주션이라는 것은 시버의 초오 머르건의 후예이니라. 그들이 우리와 무슨 관계가 있는가. 이로부터 앞으로 모든 이들은 우리 나라의 본래 이름인 만주라고 부르라. 주션이라고 부르면 죄이다."

이는 홍 타이지가 주션이라는 족명을 폐기함으로써 특히 건주여진과 해서여진간 상쟁의 기억을 일소하고, '만주'만을 사용함으로써 여진 종족들을 새로운 명칭 아래 하나로 통합하고자 한 것이었다.

#### 청 제국의 군주

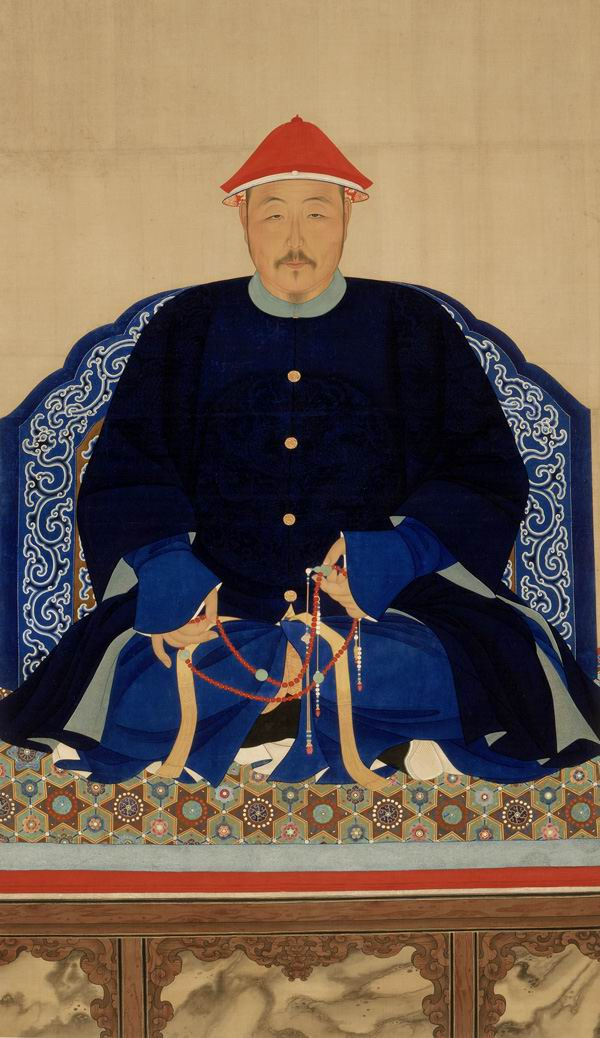
평복차림의 숭덕제

1636년 홍 타이지는 각각 이부 장관 도르곤, 코르친 투시예투 지농 바다리, 도원수 공유덕으로 대표되는 만주인, 몽골인, 한인으로 이루어진 버이러와 대신, 문무 명관들로부터 조선을 정복하고 몽골을 하나로 합쳤으며 또 옥새를 얻은 것은 천명이라는 명분으로 추대를 받는 형식으로 스스로 세 언어로 된 칭호인 어질고 관대하고 온화하고 성스러운 군주(弘德彰武皇帝, 만주어: ᡤᠣᠰᡳᠨ
ᠣᠨ᠋ᠴᠣ
ᡥᡡᠸᠠᠯᡳᠶᠠᠰᡠᠨ
ᡝᠨᡩᡠᡵᡳᠩᡤᡝ
ᡥᠠᠨ Gosin Onco Hūwaliyasun Enduringge Han, 몽골어: ᠠᠭᠤᠳ‍ᠠ
ᠥᠷᠦᠰᠢᠶᠡᠩᠴ‍ᠢ
ᠨ‍ᠠᠶ᠋‍ᠢᠷ‍ᠠᠮᠳ‍ᠠᠭᠤ
ᠪᠣᠭᠳᠠ
ᠬᠠᠭᠠᠨ Aγuda Örüsiyegči Nayiramdaγu Boγda Qaγan)를 칭하였으며, 국호를 아이신 구룬(만주어: ᠠᡳᠰᡳᠨ
ᡤᡠᡵᡠᠨ Aisin Gurun)에서 다이칭 구룬(만주어: ᡩᠠᡳᠴᡳᠩ
ᡤᡠᡵᡠᠨ Daicing Gurun)으로 개칭하고, 만주인의 한이자 요동 한인의 황제이자 몽골인의 카안이 됐다. 이는 곧 만주족이 한인, 몽골인과 공존하겠다는 의지를 선포한 것이었고 다종족국가의 표방을 의미했다. 사간 세첸의 《몽골원류》는 누르가치를 칭기스 칸의 정치적 계승자로 인정하고 숭덕제가 정권(몽골어: ᠲᠥᠷᠥ Törö)을 장악했다고 기록하고 있는데, 이는 당시 몽골인들도 그러한 주장을 수용했음을 보여준다.
같은 해, 홍 타이지는 명나라의 제도를 모방하여 감찰 기관인 도찰원(都察院, 만주어: ᡠᡥᡝᡵᡳ
ᠪᡝ
ᠪᠠᡳᠴᠠᡵᠠ
ᠶᠠᠮᡠᠨ Uheri-be Baicara Yamun)을 설립했다. 도찰원의 임무는 황제에게 간언하고, 버이러와 대신들의 불법을 규찰하며, 육부를 감찰하고, 논의와 상주에 참여하며, 사건을 심리하는 것이었다. 도찰원도 버이러들의 권력을 잠식했다. 홍 타이지는 더 이상 여러 친왕(親王, 만주어: ᠴᡳᠨ
ᠸᠠᠩ Cin Wang)과 동등한 자리에 있지 않았다. 그는 이제 유일한 황제(천자)였고, 팔기의 소유자들은 관료의 일부분이었다. 이 움직임은 적어도 두 가지 이유에서 중요했는데, 첫째는, 남쪽의 광대한 땅을 정복하는 데에 적합한 최상의 정치 조직 형태를 제공했다는 점이고, 둘째는 명 황제에 대한 도전의 기회를 제공했다는 것이다.
1636년 당시 홍 타이지가 제위에 올랐다고 선포하면서 들이민 근거 중 하나는 10년 전 정묘호란으로 조선을 정복했다는 것이었다. 하지만 행사에 참석한 조선 사신들은 홍 타이지에게 세 번 무릎 꿇고 아홉 번 머리를 조아린다는 삼궤구고두의 예를 거부했다. 홍 타이지는 분노할 수밖에 없었고, 인조 또한 이 사건을 계기로 화의가 단절되었다는 것을 자각했다. 홍 타이지는 조선을 침략하여 병자호란을 일으켰다. 홍 타이지는 조선의 사신들의 소동으로 인해 인해 '미완'에 그쳤던 자신의 '황제 즉위식'을 정축년 정월 30일 삼전도에서 '완성'하고자 하였다. 그는 조선의 사신이 아니라 국왕인 인조를 출성시켜 의례의 현장에서 자신과 직접 대면하게 함으로써, 묵던의 '황제 즉위식'보다 더 완성도가 높은 의례를 구현하고자 했다.
1638년 9월, 홍 타이지는 1군 우익군은 요토를 사령관으로 삼아 고북구를, 2군 좌익군은 도르곤을 봉명대장군으로 삼아 동가구를 통해 요서를 우회하여 명나라를 침략했다. 청군은 북경을 포위하고 여덟 길로 남하하여 경기 지역을 무인지경으로 휩쓸어 40성을 함락시키고 한족 25만여 명을 사로잡아 청으로 끌고 갔다. 그러나 이 과정에서 청측의 1군 사령관인 요토가 병사했는데, 조카 요토의 사망을 접한 홍 타이지는 3일간 단식했다.
산해관을 확보하지 못하는 상황에서 대명전쟁을 정복 전쟁으로 확장시킬 수 없었던 홍 타이지는 산해관 외곽의 즉 금주, 송산, 행산, 탑산을 공략하고자 했다.
1640년 3월 18일, 홍 타이지가 지르갈랑과 도도를 각각 좌·우익 군의 대장으로 임명하여 금주 근방에 주둔시키고 둔전을 행하기 시작했고, 이듬해 9월 홍승주가 이끄는 명군이 청군을 상대로 승리하면서 송산(松山)·금주(錦州) 전투가 발발했고 이에 9월 23일 홍 타이지가 직접 자신의 병력을 송산에 당도했다. 1642년 3월, 마침내 청군은 송산성을 함락하고, 5월에 금주성의 항복도 받아냈으며 7일에는 탑산성을 함락하고, 19일에는 행산성이 청군에게 항복했다.
청이 송금 전투에서 최종적으로 승리를 거두고 요서 지역의 거점들을 줄줄이 확보하자, 한족 관료들은 홍 타이지에게 좀 더 과감하게 북경을 직접 공격할 것을 상주하였다. 그러나 청군이 반복적으로 중국 도시들을 함락하고 밭의 곡식을 추수한 후 회군했다는 점에서 드러나듯이 청 제국은 중국 정복을 추진할 만큼 강력하지 않았다. 홍 타이지는 무리해서 산해관을 장악하거나 북경을 점령할 의도가 없었고, 가능하다면 명나라와 화의를 맺고 청 내부의 문제를 우선적으로 해결하려 하였다.
그해 11월 초 홍 타이지는 아바타이를 봉명대장군(奉命大將軍)에 임명하여 명나라를 침공하도록 했다. 청군은 8개월 간 18주, 67현 88성을 함락하고 황금 1만 2천여 량, 은 220만 량, 한족 포로 37만, 타(駝)·말·노새·당나귀·소·양 32만여 마리를 노획하였다.

#### 사망
원문
○是夜。亥刻。上無疾。端坐而崩。上在位十有七年。壽五十有二 — 청태종문황제실록

해석
○이날 밤 21시~23시에 상이 병이 없었는데 단정하게 앉아서 붕어하였다. 상의 재위 17년이었고 나이 52세였다.

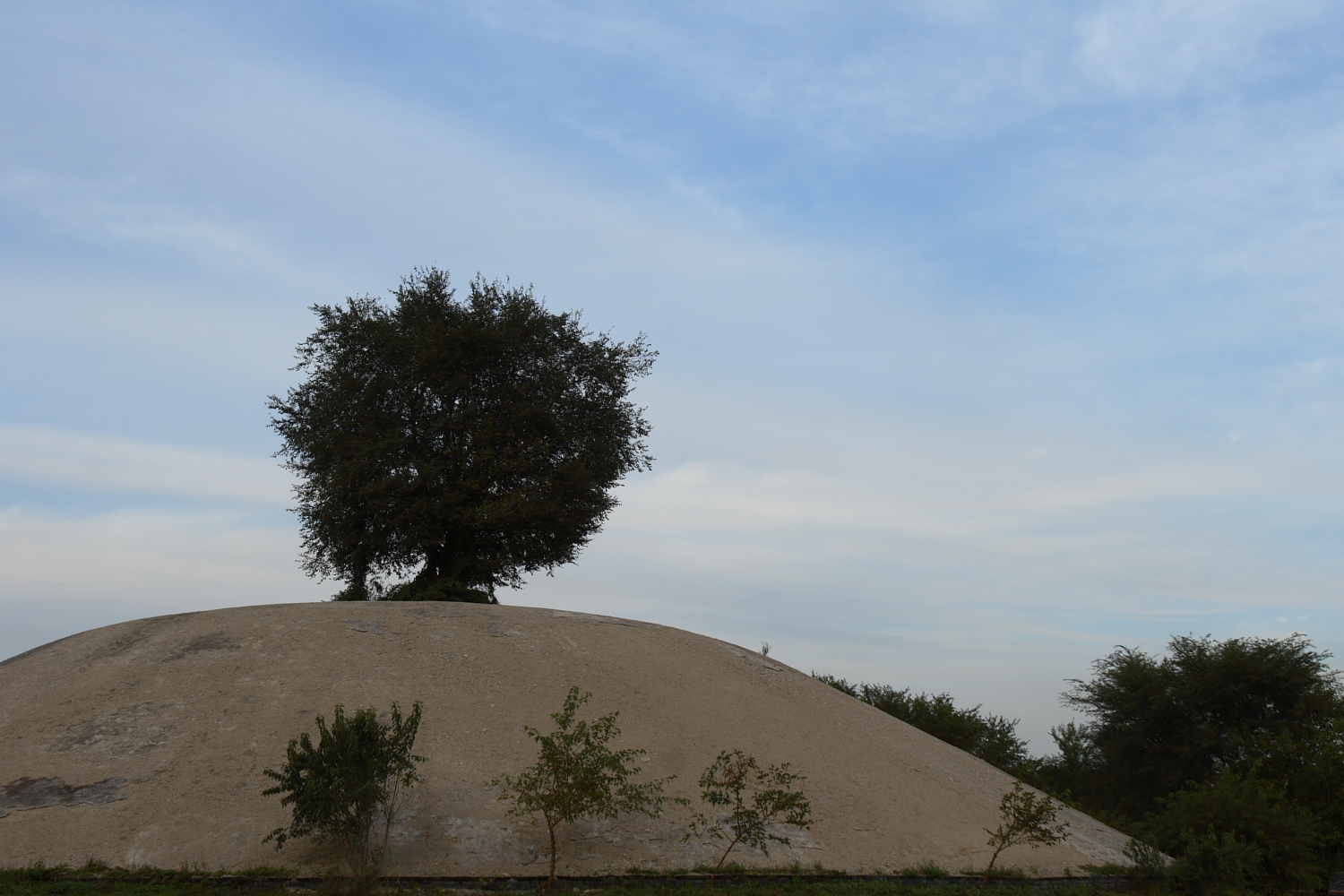
청 소릉

홍 타이지는 1643년 9월 21일 밤에 급사했고 심양의 소릉(昭陵)에 안치되었다. 홍 타이지가 붕어한지 5일이 지난 후 호쇼이 머르건 친왕 도르곤이 삼관묘에 이르러 소닌(sonin, 索尼)을 불러 새 황제 옹립에 대해 의논하였다. 소닌은 홍 타이지의 황자 중 한 명을 옹립하는 것외에는 다른 대안이 없다고 하였고, 당일 밤에 홍 타이지의 1등 시위인 바야라투 장긴 툴라이(만주어: ᡨᡠᠯᠠᡳ Tulai) 등은 황자를 옹립할 것을 결정했다.
홍 타이지 직속 정황기와 양황기의 대신들이 대청문에서 맹세한 뒤, 무장한 두 황기 바야라 병력으로 하여금 궁전을 포위하고 숭정전에 이르자, 여러 왕과 대신들이 동서의 복도에 열 지어 앉았는데 소닌과 오보이(oboi, 鰲拜)는 황자를 옹립해야 한다고 주장했다.
이에 도르곤이 이들을 잠시 물러나게 하였는데, 다이샨은 홍 타이지의 장남 호오거(hooge, 豪格)를 추천했으나 호오거는 추천을 거절하고 자리를 박차고 나가버렸다. 직후 도르곤의 친동생인 군왕 아지거(ajige, 阿濟格)와 친왕 도도는 도르곤이 황위에 오르길 권하였다. 도르곤은 꺼리자 도도는 누르가치의 유조에 자신의 이름이 있었다는 점을 명분으로 자신을 옹립할 것을 주장했으나 도르곤은 파풍가 친왕 호오거의 이름 또한 있다는 이유로 거부하였고, 도도의 추천을 받은 다이샨 또한 황위를 기피하였다. 결국 의논을 통해 효장문황후 보르지기트씨의 소생이자 홍 타이지의 9남인 풀린(fulin, 福臨)의 옹립이 결정되었다.
소닌·오보이·투라이·탄타이(만주어: ᡨᠠᠨᡨᠠᡳ Tantai)·궁가다이(만주어: ᡤᡠᠩᡤᠠᡩᠠᡳ Gunggadai)·시한(만주어: ᠰᡳᡥᠠᠨ Sihan)은 삼관묘에서 어린 황제를 잘 보좌할 것을 맹세했다.
이후 도르곤을 비롯한 제왕(諸王), 버이러, 대신들은 함께 푸린의 즉위를 봉하였다. 제왕과 버이러 그리고 대신들은 의논을 통해 우전 친왕 지르가랑과 도르곤을 섭정으로 세웠다.

## 가족 관계

### 조부모와 부모
- 조부: 현조 선황제(顯祖 宣皇帝) 탑극세(塔克世)
- 조모: 선황후(宣皇后) 희탑랍씨(喜塔臘氏)
- 부친: 태조 천명고황제(太祖 天命高皇帝) 노아합적(奴兒哈赤)
- 모친: 효자고황후 엽혁나랍씨(孝慈高皇后 葉赫那拉氏)

### 정후

#### 정실(가한 즉위 전)
| 봉호                          | 시호 | 이름(성씨)               | 재위년도 | 생몰년도        | 국구(장인, 장모)                                        | 별칭 | 비고   |
| ----------------------------- | ---- | ------------------------ | -------- | --------------- | ------------------------------------------------------- | ---- | ------ |
| 대복진 (大福晉) ↓ 원비 (元妃) |      | 니오후루 씨 (鈕祜祿氏)   |          | 1593년 ~ 1612년 | 일등홍의공 (一等弘毅公) 니오후루 어이두 (鈕祜祿 額亦都) |      | [ 64 ] |
| 적복진 (嫡福晉) ↓ 계비 (繼妃) |      | 울라나라 씨 (烏拉納喇氏) |          |                 | 울라나라 박도 (烏拉納喇 博克多)                         |      | [ 65 ] |

#### 황후
| 봉호                          | 시호                    | 이름(성씨)                                                     | 재위년도                          | 생몰년도        | 국구(장인, 장모)                                                                              | 별칭   | 비고   |
| ----------------------------- | ----------------------- | -------------------------------------------------------------- | --------------------------------- | --------------- | --------------------------------------------------------------------------------------------- | ------ | ------ |
| 대복진 (大福晉) ↓ 황후 (皇后) | 효단문황후 (孝端文皇后) | 보르지기트 저르저르 (博爾濟吉特 哲哲 /박이제길특 철철)         | (1626년 ~ 1636년) 1636년 ~ 1643년 | 1600년 ~ 1649년 | 화석복친왕 (和碩福親王) 보르지기트 망구스 (博爾濟吉特 莽古思) 화석복비 (和碩福妃) 군부 (衮布) | [ 66 ] |        |
| 측복진 (側福晉) ↓ 장비 (莊妃) | 효장문황후 (孝莊文皇后) | 보르지기트 붐부타이 (博爾濟吉特 布木布泰 /박이제길특 포목포태) | (추존)                            | 1613년 ~ 1688년 | 화석충친왕 (和碩忠親王) 보르지기트 차이상 (博爾濟吉特 寨桑) 화석현비 (和碩賢妃) 박리 (博禮)   | [ 67 ] | [ 68 ] |

### 측실(후궁)

#### 측비
| 봉호                        | 시호(존호)                  | 이름(성씨)                                                     | 생몰년도        | 별칭                                                                     | 비고 |
| --------------------------- | --------------------------- | -------------------------------------------------------------- | --------------- | ------------------------------------------------------------------------ | ---- |
| 대복진(大福晋) ↓ 신비(宸妃) | 민혜공화원비 (敏惠恭和元妃) | 보르지기트 하르조 (博尔濟吉特 海蘭珠 /박이제갈특 해란주)       | 1609년 ~ 1641년 | 동관저궁복진(東關雎宮福晋) 관저궁신비(關雎宮宸妃)                        |      |
| 대복진(大福晋) ↓ 귀비(貴妃) | 의정대귀비 (懿靖大貴妃)     | 보르지기트 나목종 (博尔濟吉特 娜木鍾 /박이제길특 나목종)       | ? ~ 1674년      | 서인지궁복진(西麟趾宮福晉) 인지궁귀비(麟趾宮貴妃) 다라대복진(多羅大福晉) |      |
| 측복진(側福晋) ↓ 숙비(淑妃) | 강혜숙비 (康惠淑妃)         | 보르지기트 바트마조 (博尔濟吉特 巴特瑪璪 /박이제길특 파특마조) |                 | 동연경궁복진(東衍慶宮福晋) 연경궁숙비(衍慶宮淑妃)                        |      |

#### 측복진
| 봉호           | 이름(성씨)                               | 생몰년도 | 별칭                              | 비고 |
| -------------- | ---------------------------------------- | -------- | --------------------------------- | ---- |
| 측복진(側福晋) | 예허나라 씨 (叶赫那拉氏)                 |          |                                   |      |
| 측복진(側福晋) | 자루트보르지기트 씨 (扎魯特博尔濟吉特氏) |          | 신복진(新福晉) 동궁복진(東宮福晉) |      |

#### 소복진
| 봉호           | 이름(성씨)                    | 생몰년도   | 별칭 | 비고 |
| -------------- | ----------------------------- | ---------- | ---- | ---- |
| 소복진(小福晋) | 나라 씨(納喇氏)               |            |      |      |
| 소복진(小福晋) | 차하르키러 씨(察哈尔奇壘氏)   | ? ~ 1645년 |      |      |
| 소복진(小福晋) | 얀자 씨(顔扎氏)               |            |      |      |
| 소복진(小福晋) | 이르건기오로 씨(伊尔根覺羅氏) |            |      |      |
| 소복진(小福晋) | 사인노얀 씨(賽音諾顔氏)       |            |      |      |
| 소복진(小福晋) | 커이커러 씨(克伊克勒氏)       |            |      |      |

### 황자
| -    | 봉호(시호)                  | 시호       | 이름                                                               | 별칭   | 생몰년도        | 생모                       | 자식    | 비고                       |
| ---- | --------------------------- | ---------- | ------------------------------------------------------------------ | ------ | --------------- | -------------------------- | ------- | -------------------------- |
| 장남 | 화석숙친왕 (和碩肅親王)     | 무(武)     | 아이신기오로 호오거 (愛新覺羅 豪格 /애신각라 호격)                 | [ 69 ] | 1609년 ~ 1648년 | 계비 울라나라 씨           | 7남 1녀 | [ 70 ]                     |
| 차남 |                             |            | 아이신기오로 로거 (愛新覺羅 洛格 /애신각라 낙격)                   |        | 1611년 ~ 1621년 | 계비 울라나라 씨           |         | 요절함.                    |
| 3남  |                             |            | 아이신기오로 로보호이 (愛新覺羅 洛博會 /애신각라 낙박회)           |        | 1611년 ~ 1617년 | 원비 니오후루 씨           |         | 요절함.                    |
| 4남  | 보국공 (輔國公)             |            | 아이신기오로 예부슈 (愛新覺羅 葉布舒 /애신각라 엽포서)             |        | 1627년 ~ 1690년 | 서비 얀자 씨               | 1남 1녀 |                            |
| 5남  | 화석승택친왕 (和碩承澤親王) | 유(裕)     | 아이신기오로 슈사이 (愛新覺羅 碩塞 /애신각라 석새)                 | [ 71 ] | 1629년 ~ 1655년 | 측비 예허나라 씨           | 3남 2녀 |                            |
| 6남  | 진국공 (鎭國公)             | 각후(慤厚) | 아이신기오로 가오사이 (愛新覺羅 高塞 /애신각라 고새)               |        | 1637년 ~ 1670년 | 서비 나라 씨               | 5남     |                            |
| 7남  | 보국공 (輔國公)             |            | 아이신기오로 창슈 (愛新覺羅 常舒 /애신각라 상서)                   |        | 1637년 ~ 1699년 | 서비 이르건기오로 씨       | 10남    |                            |
| 8남  |                             |            |                                                                    |        | 1637년 ~ 1638년 | 민혜공화원비 보르지기트 씨 |         | 요절함.                    |
| 9남  | 패자(貝子)                  |            | 아이신기오로 푸린 (愛新覺羅 福臨 /애신각라 복림)                   |        | 1638년 ~ 1661년 | 효장문황후 보르지기트 씨   | 8남 6녀 | 제3대 황제 순치제(順治帝). |
| 10남 | 보국공 (輔國公)             |            | 아이신기오로 토우서 (愛新覺羅 韜塞 /애신각라 도새)                 |        | 1639년 ~ 1695년 | 서비 커이커러 씨           | 9남     |                            |
| 11남 | 화석양친왕 (和碩襄親王)     | 소(昭)     | 아이신기오로 보무보고르 (愛新覺羅 博穆博果尔 /애신각라 박목박과이) |        | 1642년 ~ 1656년 | 의정대귀비 보르지기트 씨   |         | 요절함.                    |

### 황녀
| -    | 봉호                        | 이름            | 생몰년도        | 생부/생모                                                           | 부마                                                          | 별칭   | 비고    |
| ---- | --------------------------- | --------------- | --------------- | ------------------------------------------------------------------- | ------------------------------------------------------------- | ------ | ------- |
| 장녀 | 고륜오한공주 (固倫敖漢公主) |                 | 1621년 ~ 1654년 | 계비 울라나라 씨                                                    | 박이제길특 반제 (博爾濟吉特 班第)                             | [ 72 ] |         |
| 차녀 | 고륜온장공주 (固倫溫莊公主) | 마객탑 (馬喀塔) | 1625년 ~ 1663년 | 효단문황후 보르지기트 씨                                            | 에제이 칸 (額哲 可汗) ↓ 박이제길특 아포나 (博爾濟吉特 阿布奈) | [ 73 ] |         |
| 3녀  | 고륜정단공주 (固倫靖端公主) | 달철 (达哲)     | 1628년 ~ 1686년 | 효단문황후 보르지기트 씨                                            | 박이제길특 기탑특 (博爾濟吉特 奇塔特)                         | [ 74 ] |         |
| 4녀  | 고륜옹목공주 (固倫雍穆公主) | 아활 (雅豁)     | 1629년 ~ 1678년 | 효장문황후 보르지기트 씨                                            | 박이제길특 필륵탑갈이 (博爾濟吉特 畢勒塔噶爾)                 | [ 75 ] |         |
| 5녀  | 고륜숙혜공주 (固倫淑慧公主) | 아도 (阿圖)     | 1632년 ~ 1700년 | 효장문황후 보르지기트 씨                                            | 박이제길특 색포등 (博爾濟吉特 色布騰)                         | [ 76 ] |         |
| 6녀  | 고륜공주 (固倫公主)         |                 | 1633년 ~ 1649년 | 측비 자루트보르지기트 씨                                            | 이이근각라 과찰 (伊爾根覺羅 夸札)                             |        | 조졸함. |
| 7녀  | 고륜단헌공주 (固倫端獻公主) |                 | 1633년 ~ 1648년 | 효장문황후 보르지기트 씨                                            | 박이제길특 갱길이격 (博爾濟吉特 鏗吉爾格)                     | [ 77 ] | 조졸함. |
| 8녀  | 고륜단정공주 (固倫端貞公主) | 비양고 (飞扬古) | 1634년 ~ 1692년 | 효단문황후 보르지기트 씨                                            | 박이제길특 파아사호랑 (博爾濟吉特 巴雅斯護朗)                 | [ 78 ] |         |
| 9녀  |                             |                 | 1635년 ~ 1652년 | 측비 자루트보르지기트 씨                                            | 박이제길특 합상 (博爾濟吉特 哈尙)                             |        | 조졸함. |
| 10녀 | 현군(縣君)                  |                 | 1635년 ~ 1661년 | 서비 나라 씨                                                        | 과이가 휘새 (瓜爾佳 輝塞)                                     |        |         |
| 11녀 | 고륜단순공주 (固倫端順公主) |                 | 1636년 ~ 1650년 | 의정대귀비 보르지기트 씨                                            | 박이제길특 갈이마색낙목 (博爾濟吉特 葛爾瑪索諾木)             |        | 조졸함. |
| 12녀 | 향군품급 (鄕君品級)         |                 | 1637년 ~ 1678년 | 서비 사인노얀 씨                                                    | 박이제길특 반제 (博爾濟吉特 班第)                             |        |         |
| 13녀 |                             |                 | 1638년 ~ 1657년 | 서비 나라 씨                                                        | 과이가 합랍 (瓜爾佳 哈拉)                                     |        | 조졸함. |
| 14녀 | 화석각순공주 (和碩恪純公主) | 아길격 (阿吉格) | 1641년 ~ 1704년 | 측비 차하르키러 씨                                                  | 오응웅(吳應熊)                                                | [ 79 ] |         |
| 양녀 |                             |                 |                 |                                                                     |                                                               |        |         |
| -    | 화석순철공주 (和碩肫哲公主) |                 | 1612년 ~ 1648년 |                                                                     |                                                               |        |         |
| -    | 화석공주 (和碩公主)         |                 | 1615년 ~ 1637년 | 극결군왕(克勤郡王) 요토(岳託) 계복진(繼福晉) 하다나라씨(哈達那拉氏) | 박이제길특 만주습례 (博爾濟吉特 曼珠習禮)                     |        |         |

## 기년과 연호
| 연호       | 사용기간 | 사용기간 | 년수 | 비고 |
| ---------- | -------- | -------- | ---- | ---- |
| 천총(天總) | 1626년   | 1635년   | 10년 |      |
| 숭덕(崇德) | 1635년   | 1643년   | 8년  |      |

## 관련 작품

### 드라마
- 《대명》 (KBS, 1981년~1981년, 배우:유종근)
- 《남한산성》 (MBC, 1986년~1987년, 배우:박상조)
- 《역사극장》 - 명분과 실리의 전쟁, 최명길과 김상헌 (EBS, 2003년, 배우:이치우)
- 《돌아온 일지매》 (MBC, 2009년, 배우:천호진)
- 《산하련》 (2012년~2013년, 배우:류카이웨이)
- 《궁중잔혹사 꽃들의 전쟁》 (JTBC, 2013년~2013년, 배우:남경읍)
- 《삼총사》 (tvN, 2014년~2014년, 배우:변주현)
- 《화정》 (MBC, 2015년~2015년, 배우:정성운)
- 《독보천하 : 황태극의 여인》 (텐센트TV, 2017년~2018년, 배우:레이먼드 람)
- 《연인》 (MBC, 2023년, 배우:김준원)

### 영화
- 《남한산성》 (2017년, 배우:김법래)

### 방송
- 《SNL코리아》 (tvN, 2014년, 배우:정성호)

## 같이 보기
| - 순치제 - 이자성 - 삼번의 난 - 도르곤 - 다이산 - 오삼계 - 이자성 - 호격 - 숭정제 | - 병자호란 - 정축하성 - 정묘호란 |